# Renacimiento (revista literaria)
Renacimiento fue una revista literaria editada en la ciudad española de Sevilla entre 1988 y 2010. Publicó sesenta y seis números y su periodicidad fue irregular. Los directores a lo largo de sus distintos periodos fueron Felipe Benítez Reyes, Fernando Iwasaki Cauti y José Daniel M. Serrallé.

## Historia
Se diferencian dos épocas, una primera dedicada por entero a la poesía (1988-1995), y la segunda, desde 1996 hasta 2010, que amplió sus contenidos hacia la narrativa, el ensayo y la crítica. Editada por la Editorial Renacimiento, contó con la colaboración de los principales poetas y narradores de habla hispana, tanto de España como Hispanoamérica. Muchos de esos autores forman parte del catálogo de la editorial y se dieron a conocer gracias a Renacimiento. Ha dedicado números de homenaje a poetas como Vicente Aleixandre, Pablo García Baena y Jaime Gil de Biedma, y contribuido en la conmemoración de autores olvidados que han sido rescatados y reconocidos, tales como Rafael Cansinos Asséns y Pedro Luis de Gálvez, sin dejar de considerar la publicación de inéditos de Juan Ramón Jiménez, Pedro Salinas, Vicente Aleixandre, Josep Maria de Sagarra y Guillermo de Torre, entre otros. 
Entre sus colabores más habituales puede citarse a Juan Bonilla, José Luis García Martín, Fernando Iwasaki Cauti, Juan Lamillar, Vicente Tortajada o Alfredo Valenzuela.